# 中国国家版本馆广州分馆
国家版本馆广州分馆又稱廣州國家版本館、文沁阁，是中国国家版本馆设置在广东省广州市从化区的分馆，坐落于流溪河畔，占地面积达到24.69万平方米，总建筑面积9.43万平方米，于2022年7月20日开馆。

## 主要职责
广州国家版本馆的主要职责：
1. 贯彻执行党和国家版本事业方针政策、法律法规，以及省委、省政府有关工作要求，统筹规划地方特色版本资源体系建设；
2. 负责征集保藏古今中外载有中华文明印记的各类出版物版本、印刷版本、特殊版本及数字版本资源等；
3. 实施中华版本文化资源保护工程，负责中华版本文化资源（含古籍等珍稀版本资源）的整理、发掘、抢救、保护、开发与利用；
4. 承担国家版本文化展览工作；
5. 负责开展版本文化研究；
6. 负责相关版本书目编撰和数据库建设，为党和政府决策提供版本文化支撑服务，为社会组织及相关行业提供版本文化信息咨询服务；
7. 负责组织开展版本文化交流与合作；
8. 负责相关中华文化版本专业化出版；
9. 承担省委、省政府和相关部门交办的其他任务。

## 设计
该馆的設計融入了殿堂和岭南园林風格。馆前的水池底采用黑色石材，并放置了一方产自肇庆的巨型端砚，让池水起到一面镜子的作用。
2023年9月，国家版本馆广州分馆项目被授予2022~2023年度中国建设工程鲁班奖（国家优质工程）。

## 馆藏
馆里收藏了影印版《文津阁四库全书》版本，现存各类《永乐大典》影印本，《中华再造善本》第二辑及第一辑的大部分、《原国立北平图书馆甲库善本丛书》等書籍。岭南文化、侨批侨刊、票据票证、音响唱片、科学技术等各类特色版本20多万册（件）。其中入藏港澳台版本8万多种，包括臺灣出版的台北故宫博物院收藏的《永乐大典》等；收集海外版本约2万种，包括马克思、恩格斯相关著作，海外藏敦煌学学术研究著作和哈佛燕京图书馆藏的部分中国流传海外汉籍影印版等。此外还有16世纪西班牙文《中华大帝国史》、17世纪拉丁文《中国上古史》、《中国植物志》、18世纪法文《尚书》、19世纪英文《红楼梦》等海外版本2万多种。

## 馆内设置
中国国家版本馆广州分馆设置了“伟大时代的印记——改革开放以来精品出版物专题展”\“千秋写印 华夏有章——中华版本发展概览”等四个常设展览，以及“岭南风骨——广东美术名家典藏作品展”\“时代留声 传世之音——中国黑胶唱片版本展”等四个专题展，以及“时代留声 传世之音——中国黑胶唱片版本展”“岭南风骨——广东美术名家典藏作品展”\ “团圆——广式月饼文化专题版本展”等三个专题展览。

### 广式月饼文化专题版本展
团圆——广式月饼文化专题版本展共展出月饼盒、月饼票、月饼模具等200余件史料实物。 展览分为“源起 中秋礼俗”、“广式 自成一派”、“感恩 礼以食成”、“国潮 文化自信”、“同根 团圆味道”、“问天 人月团圆”等六个部分。
展厅里展示了玉兔版式的月饼模，意为 “图必有意、意必吉祥”。馆内亦摆设了港澳地区的广告单。
馆内亦摆放了一件广州酒家与腾讯合作的盒子，盒子以甘蔗为制作原料通过降解后，可变废为宝。

### 中国黑胶唱片展览馆
馆内存有由社会人士捐赠的420张黑胶唱片，其中展出129张黑胶唱片，分为经典红歌、传统戏曲、经典民歌、流行音乐、抗战歌曲五大板块；且唱片时间分布在清末民初至20世纪80年代。在现场亦分布了8台早起留声机，其中不乏有最早生产的胜利牌留声机，亦有中华牌第一台国产电唱机。游客可以使用爱迪生牌第一代蜡筒留声机进行播放唱片。除此之外，在场的4台点播机亦可自由提供给游客使用。